# Huỳnh Thị Thanh Thủy
Huỳnh Thị Thanh Thủy (Đà Nẵng, 1º luglio 2002) è una modella vietnamita, incoronata Miss International 2024.

## Biografia
Thanh Thuy è nata a Da Nang. Attualmente studia lingua inglese presso l'Università di studi di lingue straniere, membro del sistema Università di Da Nang. Allo stesso tempo, studia anche presso l'Università di Greenwich.

## Concorso di bellezza
Il 23 dicembre 2022 ha rappresentato Da Nang al concorso di Miss Vietnam 2022 e ha gareggiato contro altre 58 candidate allo stadio coperto Phu Tho di Ho Chi Minh, dove ha vinto il titolo nazionale succedendo a Đỗ Thị Hà.
Il 12 novembre 2024 ha rappresentato il Vietnam al concorso Miss International 2024 al Dome City Hall di Tokyo, in Giappone, ed è risultata vincitrice succedendo ad Andrea Rubio del Venezuela. È diventata la prima donna vietnamita a vincere il titolo di Miss International.